# Enrico Onofri

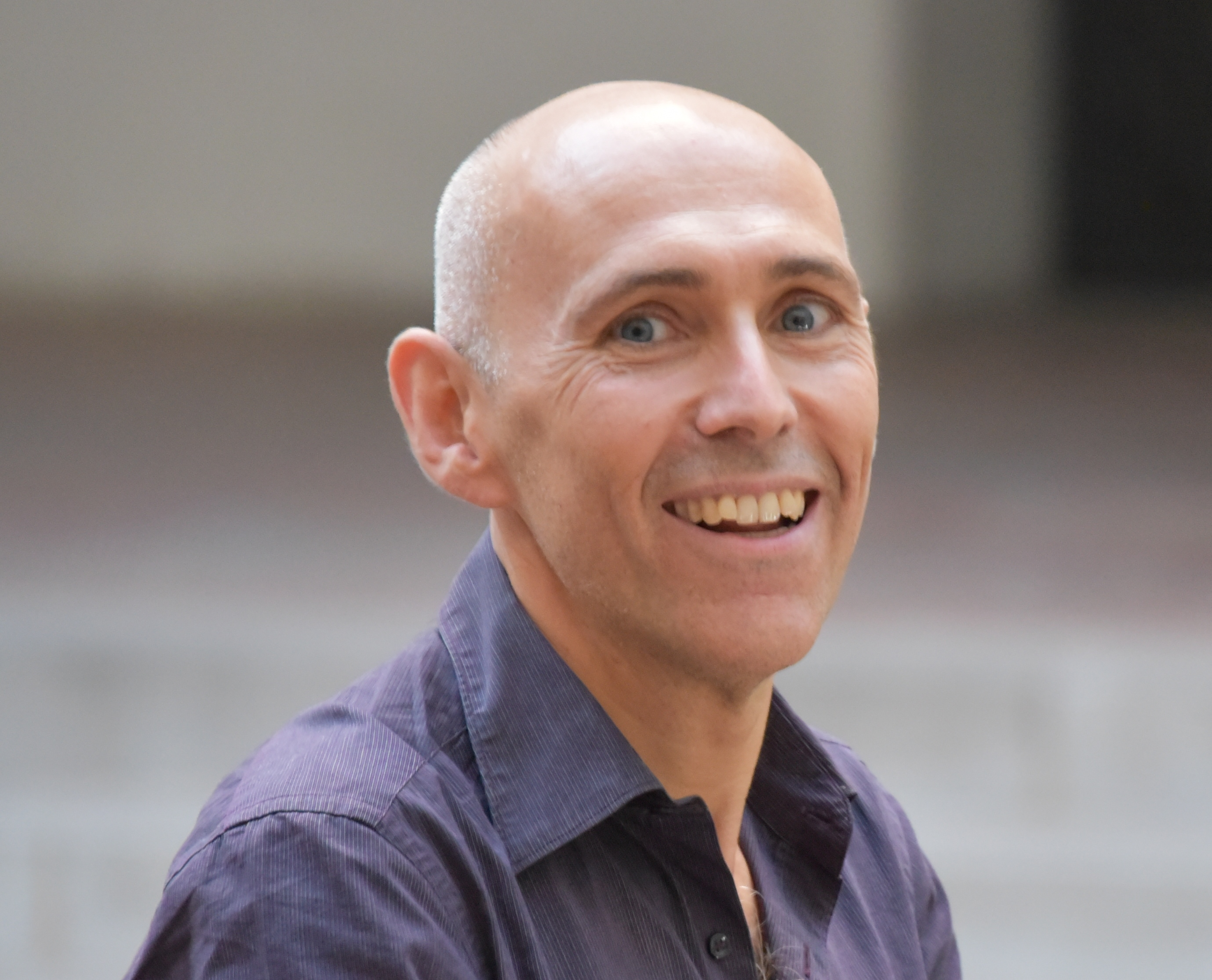
Enrico Onofri 2016

Enrico Onofri (* 1. April 1967 in Ravenna) ist ein italienischer Violinist und Dirigent.

## Leben und Wirken
Enrico Onofri erlernte das Violinspiel in seiner Heimatstadt, bevor er an das Konservatorium von Mailand wechselte. Nach seinem Studium der klassischen Violine wechselte er zur Barockvioline. Bereits während seiner Studienzeit wirkte er in der Capella Reial de Catalunya von Jordi Savall als erster Geiger. Onofri arbeitete des Weiteren mit dem Concentus Musicus Wien, dem „Concerto Italiano“ und dem Ensemble Mosaïques.
Von 1987 bis 2010 war Onofri als Solist und erster Konzertmeister des Ensembles Il Giardino Armonico bekannt geworden. Seit 2000 leitet er das von ihm gegründete „Ensemble Imaginarium“. Als Dirigent machte er sich mit weiteren Ensembles einen Namen, darunter die „Academia Montis Regalis“ oder das portugiesische Barockorchester „Divino Sospiro“, dessen Chefdirigent er von 2004 bis 2013 war. Das „Conservatorio Bellini“ in Palermo berief Onofri 2000 als Dozenten für Barockvioline. Seit 2006 ist er Gastdirigent des „Orquesta Barroca de Sevilla“. 2011 wurde er von der Abteilung Historische Aufführungspraxis der Juilliard School in New York als Gastdozent eingeladen.
Eine umfassende Diskografie mit namhaften Labels machte ihn weltweit bekannt, sie umfasst mehr als 40 CDs und sieben Video- oder DVD-Filmaufnahmen, hauptsächlich mit Werken von Antonio Vivaldi, darunter die viel beachtete Aufnahme Viva Vivaldi mit Cecilia Bartoli, aber auch frühbarocke Musik aus Italien und Frankreich, sowie eine Live-Aufzeichnung der Brandenburgischen Konzerte von Johann Sebastian Bach.